# 阿波爾洛尼夫卡 (埃米利奇涅區)
50°49′48″N 27°57′43″E / 50.83000°N 27.96194°E
阿波爾洛尼夫卡（烏克蘭語：Аполлонівка），是烏克蘭北部的村莊，隸屬日托米爾州的茲維亞赫爾區。該村面積0.54平方公里，海拔高度214米，2001年人口144，人口密度每平方公里265.19人。